# Partecipanti alla Parigi-Tours 2023
Elenco dei partecipanti alla Parigi-Tours 2023.
La Parigi-Tours 2023 è stata la centodiciassettesima edizione della corsa. Alla competizione presero parte 23 squadre: 12 con licenza UCI World Tour 2023, 7 UCI ProTeam e 4 UCI Continental Team.
Partenza con 157 ciclisti accreditati.

## Corridori per squadra
Nota: R ritirato, NP non partito, FT fuori tempo, SQ squalificato
| Team Arkéa-Samsic                 | Team Arkéa-Samsic                 | Team Arkéa-Samsic                 | Jumbo-Visma                | Jumbo-Visma                | Jumbo-Visma                | AG2R Citroën Team        | AG2R Citroën Team        | AG2R Citroën Team        |
| --------------------------------- | --------------------------------- | --------------------------------- | -------------------------- | -------------------------- | -------------------------- | ------------------------ | ------------------------ | ------------------------ |
| N°                                | Ciclista                          | Clas.                             | N°                         | Ciclista                   | Clas.                      | N°                       | Ciclista                 | Clas.                    |
| 1                                 | Arnaud Démare                     | 8°                                | 11                         | Christophe Laporte         | 6°                         | 21                       | Greg Van Avermaet        | 58°                      |
| 2                                 | Jenthe Biermans                   | 38°                               | 12                         | Edoardo Affini             | 131°                       | 22                       | Franck Bonnamour         | 129°                     |
| 3                                 | Matis Louvel                      | 86°                               | 13                         | Lars Boven                 | 137°                       | 23                       | Benoît Cosnefroy         | 54°                      |
| 4                                 | Daniel McLay                      | R                                 | 14                         | Per Strand Hagenes         | 68°                        | 24                       | Stan Dewulf              | 27°                      |
| 5                                 | Luca Mozzato                      | 108°                              | 15                         | Dylan van Baarle           | 34°                        | 25                       | Dorian Godon             | 60°                      |
| 6                                 | Łukasz Owsian                     | 118°                              | 16                         | Jos van Emden              | 128°                       | 26                       | Oliver Naesen            | 117°                     |
| 7                                 | Clément Russo                     | 83°                               |                            |                            |                            | 27                       | Michael Schär            | 120°                     |
| UAE Team Emirates                 | UAE Team Emirates                 | UAE Team Emirates                 | Lidl-Trek                  | Lidl-Trek                  | Lidl-Trek                  | Lotto Dstny              | Lotto Dstny              | Lotto Dstny              |
| N°                                | Ciclista                          | Clas.                             | N°                         | Ciclista                   | Clas.                      | N°                       | Ciclista                 | Clas.                    |
| 31                                | Matteo Trentin                    | 107°                              | 41                         | Tony Gallopin              | 64°                        | 51                       | Arnaud De Lie            | R                        |
| 32                                | Pascal Ackermann                  | R                                 | 42                         | Daan Hoole                 | 66°                        | 52                       | Cédric Beullens          | R                        |
| 33                                | Ivo Oliveira                      | 41°                               | 43                         | Alex Kirsch                | 76°                        | 53                       | Victor Campenaerts       | 42°                      |
| 34                                | Mikkel Bjerg                      | R                                 | 44                         | Toms Skujiņš               | 65°                        | 54                       | Frederik Frison          | 24°                      |
| 35                                | Sebastián Molano                  | R                                 | 45                         | Jasper Stuyven             | 37°                        | 55                       | Sébastien Grignard       | 124°                     |
| 36                                | Tim Wellens                       | 39°                               | 46                         | Edward Theuns              | 9°                         | 56                       | Alec Segaert             | 122°                     |
|                                   |                                   |                                   | 47                         | Otto Vergaerde             | 115°                       | 57                       | Brent Van Moer           | 48°                      |
| Groupama-FDJ                      | Groupama-FDJ                      | Groupama-FDJ                      | Bora-Hansgrohe             | Bora-Hansgrohe             | Bora-Hansgrohe             | Alpecin-Deceuninck       | Alpecin-Deceuninck       | Alpecin-Deceuninck       |
| N°                                | Ciclista                          | Clas.                             | N°                         | Ciclista                   | Clas.                      | N°                       | Ciclista                 | Clas.                    |
| 61                                | Paul Penhoët                      | 10°                               | 71                         | Jordi Meeus                | 49°                        | 81                       | Kaden Groves             | 35°                      |
| 62                                | Lewis Askey                       | 2°                                | 72                         | Shane Archbold             | FT                         | 82                       | Maurice Ballerstedt      | 72°                      |
| 63                                | Kevin Geniets                     | 33°                               | 73                         | Patrick Gamper             | 105°                       | 83                       | Lennert Belmans          | 82°                      |
| 64                                | Olivier Le Gac                    | 5°                                | 74                         | Jonas Koch                 | R                          | 84                       | Dries De Bondt           | 17°                      |
| 65                                | Fabian Lienhard                   | 31°                               | 75                         | Ryan Mullen                | 95°                        | 85                       | Silvan Dillier           | 119°                     |
| 66                                | Laurence Pithie                   | 36°                               | 76                         | Danny van Poppel           | 141°                       | 86                       | Jonas Rickaert           | 114°                     |
| 67                                | Samuel Watson                     | 91°                               |                            |                            |                            | 87                       | Henri Uhlig              | 134°                     |
| Cofidis                           | Cofidis                           | Cofidis                           | Team DSM-Firmenich         | Team DSM-Firmenich         | Team DSM-Firmenich         | Intermarché-Circus-Wanty | Intermarché-Circus-Wanty | Intermarché-Circus-Wanty |
| N°                                | Ciclista                          | Clas.                             | N°                         | Ciclista                   | Clas.                      | N°                       | Ciclista                 | Clas.                    |
| 91                                | Bryan Coquard                     | 19°                               | 101                        | John Degenkolb             | 11°                        | 111                      | Biniam Girmay            | 14°                      |
| 92                                | Davide Cimolai                    | R                                 | 102                        | Pavel Bittner              | 67°                        | 112                      | Aimé De Gendt            | 40°                      |
| 93                                | Alexandre Delettre                | 46°                               | 103                        | Alexander Edmondson        | R                          | 113                      | Rune Herregodts          | 102°                     |
| 94                                | Eddy Finé                         | 47°                               | 104                        | Nils Eekhoff               | 45°                        | 114                      | Hugo Page                | 79°                      |
| 95                                | Oliver Knight                     | 113°                              | 105                        | Sean Flynn                 | 52°                        | 115                      | Adrien Petit             | 90°                      |
| 96                                | Pierre-Luc Périchon               | 32°                               | 106                        | Frank van den Broek        | 96°                        | 116                      | Baptiste Planckaert      | R                        |
| 97                                | Alexis Renard                     | 139°                              | 107                        | Casper van Uden            | 89°                        | 117                      | Mike Teunissen           | 28°                      |
| TotalEnergies                     | TotalEnergies                     | TotalEnergies                     | EF Education-EasyPost      | EF Education-EasyPost      | EF Education-EasyPost      | Uno-X Pro Cycling Team   | Uno-X Pro Cycling Team   | Uno-X Pro Cycling Team   |
| N°                                | Ciclista                          | Clas.                             | N°                         | Ciclista                   | Clas.                      | N°                       | Ciclista                 | Clas.                    |
| 121                               | Anthony Turgis                    | 13°                               | 131                        | Magnus Cort Nielsen        | 103°                       | 141                      | Rasmus Tiller            | 12°                      |
| 122                               | Fabien Doubey                     | 80°                               | 132                        | Stefan Bissegger           | 18°                        | 142                      | Jonas Abrahamsen         | 93°                      |
| 123                               | Sandy Dujardin                    | 50°                               | 133                        | Owain Doull                | 59°                        | 143                      | Martin Urianstad         | 94°                      |
| 124                               | Émilien Jeannière                 | 85°                               | 134                        | Jens Keukeleire            | 25°                        | 144                      | Tobias Johannessen       | 3°                       |
| 125                               | Geoffrey Soupe                    | 77°                               | 135                        | Jonas Rutsch               | 101°                       | 145                      | William Blume Levy       | 87°                      |
| 126                               | Jason Tesson                      | 84°                               | 136                        | Tom Scully                 | 136°                       | 146                      | Erik Resell              | 22°                      |
| 127                               | Dries Van Gestel                  | 51°                               | 137                        | Łukasz Wiśniowski          | R                          | 147                      | Søren Wærenskjold        | 88°                      |
| Israel-Premier Tech               | Israel-Premier Tech               | Israel-Premier Tech               | Saint Michel-Mavic-Auber93 | Saint Michel-Mavic-Auber93 | Saint Michel-Mavic-Auber93 | Q36.5 Pro Cycling Team   | Q36.5 Pro Cycling Team   | Q36.5 Pro Cycling Team   |
| N°                                | Ciclista                          | Clas.                             | N°                         | Ciclista                   | Clas.                      | N°                       | Ciclista                 | Clas.                    |
| 151                               | Giacomo Nizzolo                   | 15°                               | 161                        | Romain Cardis              | 71°                        | 171                      | Jack Bauer               | 100°                     |
| 152                               | Derek Gee                         | 44°                               | 162                        | Nicolas Debeaumarché       | 63°                        | 172                      | Tom Devriendt            | 53°                      |
| 153                               | Reto Hollenstein                  | 30°                               | 163                        | Théo Delacroix             | R                          | 173                      | Tobias Ludvigsson        | 109°                     |
| 154                               | Nadav Raisberg                    | 20°                               | 164                        | Joris Delbove              | 4°                         | 174                      | Nicolò Parisini          | 106°                     |
| 155                               | Riley Sheehan                     | 1°                                | 165                        | Thomas Gachignard          | 29°                        | 175                      | Joey Rosskopf            | 99°                      |
| 156                               | Tom Van Asbroeck                  | 7°                                | 166                        | Anthony Maldonado          | 125°                       | 176                      | Szymon Sajnok            | R                        |
| 157                               | Rick Zabel                        | 140°                              | 167                        | Flavien Maurelet           | 126°                       |                          |                          |                          |
| Van Rysel-Roubaix Lille Metropole | Van Rysel-Roubaix Lille Metropole | Van Rysel-Roubaix Lille Metropole | Bingoal WB                 | Bingoal WB                 | Bingoal WB                 | CIC U Nantes Atlantique  | CIC U Nantes Atlantique  | CIC U Nantes Atlantique  |
| N°                                | Ciclista                          | Clas.                             | N°                         | Ciclista                   | Clas.                      | N°                       | Ciclista                 | Clas.                    |
| 181                               | Thomas Boudat                     | R                                 | 191                        | Cériel Desal               | 92°                        | 201                      | Maël Guégan              | 73°                      |
| 182                               | Célestin Guillon                  | 61°                               | 192                        | Luca De Meester            | 55°                        | 202                      | Enzo Boulet              | 138°                     |
| 183                               | Maxime Jarnet                     | 130°                              | 193                        | Floris De Tier             | 110°                       | 203                      | Enzo Briand              | 111°                     |
| 184                               | Jérémy Leveau                     | 26°                               | 194                        | Louka Matthys              | 78°                        | 204                      | Léo Danès                | 74°                      |
| 185                               | Kenny Molly                       | 116°                              | 195                        | Dimitri Peyskens           | 23°                        | 205                      | Jordan Jegat             | 69°                      |
| 186                               | Valentin Tabellion                | 75°                               | 196                        | Luca Van Boven             | 16°                        | 206                      | Yaël Joalland            | 98°                      |
| 187                               | Norman Vahtra                     | 97°                               | 197                        | Guillaume V. Keirsbulck    | 132°                       | 207                      | Nolann Mahoudo           | 70°                      |
| Equipo Kern Pharma                | Equipo Kern Pharma                | Equipo Kern Pharma                | Nice Métropole Côte d'Azur | Nice Métropole Côte d'Azur | Nice Métropole Côte d'Azur |                          |                          |                          |
| N°                                | Ciclista                          | Clas.                             | N°                         | Ciclista                   | Clas.                      |                          |                          |                          |
| 211                               | Roger Adrià                       | 21°                               | 221                        | Jonathan Couanon           | 112°                       |                          |                          |                          |
| 212                               | Igor Arrieta                      | 62°                               | 222                        | Tristan Delacroix          | 121°                       |                          |                          |                          |
| 213                               | Urko Berrade                      | 57°                               | 223                        | Damien Girard              | r                          |                          |                          |                          |
| 214                               | Álex Jaime                        | 104°                              | 224                        | Paul Hennequin             | 133°                       |                          |                          |                          |
| 215                               | Martí Márquez                     | 123°                              | 225                        | Jean-Louis Le Ny           | 56°                        |                          |                          |                          |
| 216                               | Pau Miquel                        | 43°                               | 226                        | Axel Zuccarelli            | 127°                       |                          |                          |                          |
| 217                               | Danny van der Tuuk                | 135°                              | 227                        | Larry Valvasori            | 81°                        |                          |                          |                          |